# Kurt von Unger
Friedrich Wilhelm Erich Kurt von Unger (* 19. Mai 1859 in Potsdam; † 26. November 1931 in Salzburg) war preußischer General der Kavallerie.

## Leben

### Herkunft
Kurt war ein Sohn des preußischen Generals der Kavallerie Ernst von Unger (1831–1921) und dessen Ehefrau Agnes Müller, geborene von Lauingen (1835–1914).

### Militärkarriere
Von 1889 an leitete er die Kriegsgeschichtliche Abteilung Taktik im Großen Generalstab und ab 1905 war er Leiter der Kriegsgeschichtliche Abteilung im Großen Generalstab. Daneben war er in unterschiedlichen Positionen tätig. Ab 1892 war er Rittmeister im 2. Großherzoglich Mecklenburgischen Dragoner-Regiment Nr. 18 in Parchim und Eskadronchef.
Nachdem Unger am 27. Januar 1912 mit dem Rang und den Gebührnissen eines Brigadekommandeurs zum Generalmajor befördert worden war, wurde er am 2. April 1912 zum Kommandeur der 20. Kavallerie-Brigade in Hannover ernannt.
Mit Ausbruch des Ersten Weltkriegs wurde Unger Kommandeur der 3. Kavallerie-Division und in dieser Eigenschaft am 19. August 1914 zum Generalleutnant befördert. Er führte seinen Großverband an der Westfront zunächst in der Schlacht bei Longwy und den Kämpfen in Flandern. Am Anfang Dezember 1914 war die Division nur noch im Besatzungsdienst im besetzten Belgien im Einsatz, ehe sie Ende März 1915 an die Ostfront verlegte. Unger gab das Kommando ab und wurde Mitte 1916 zum Inspekteur der Deutschen Etappenverwaltung in Dobrudscha mit Sitz in Konstanza ernannt.
Am 3. Februar 1921 erhielt Unger noch den Charakter als General der Kavallerie. Während seiner langjährigen Militärlaufbahn veröffentlichte er eine Vielzahl von Beiträgen und Büchern zur Kavallerie.

### Familie
Unger hatte sich am 15. Juni 1886 in Allenstein mit Katharina Brauns (* 1866) verheiratet. Aus der Ehe gingen die Kinder Irmgard (* 1890), Jürgen (* 1893), Erich (* 1894) und Ilse (* 1896) hervor.

## Schriften (Auswahl)
- Geschichte des 2. Großherzoglich Mecklenburgischen Dragoner-Regiments Nr. 18. Zum 25jährigen Bestehen des Regiments. E.S. Mittler & Sohn, Berlin 1892; Digitalisat des Münchener Digitalisierungszentrums oder über Google-Books
- Die Schlacht von Zorndorf am 25. August 1758. In: Militär-Wochenblatt. Beiheft 7, 1908.
- Die Kavalleriedivisionen im deutschen Kaisermanöver 1908. Kavalleristischen Monatsheften, Verlag der Kavalleristischen Monatshefte, 1908.
- Das Neue Exerzier-Reglement für die Kavallerie. Verlag der Liebelschen Buchhandlung, 1909.
- Die Heereskavallerie im deutschen Kaisermanöver 1911. Kavalleristischen Monatsheften, Verlag der Kavalleristischen Monatshefte, 1912.
- Hilfsbuch für den Unterricht und die Ausbildung der Einjährig-Freiwilligen Offizier-Aspiranten und Offiziere des Beurlaubtenstandes der Kavallerie: zugleich zum Gebrauche für Fahnenjunker, Fähnriche und jüngere aktive Offiziere. Vossische Buchhandlung, 1913.
- Drei Jahre im Sattel. Ein Lern- und Lesebuch für den Dienstunterricht des Kavalleristen. Verlag der Liebelschen Buchhandlung, 1914.
- In: Die deutsche Kavallerie in Krieg und Frieden: Die Ausbildung der Kavallerie vor dem Kriege. Verlagsbuchhandlung Wilhelm Schille & Co., 1928, S. 23 ff.